# Viktor zu Isenburg und Büdingen

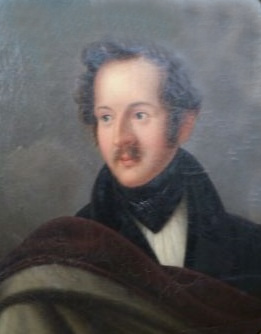
Viktor zu Isenburg und Büdingen

Erbprinz Viktor Alexander zu Isenburg und Büdingen (* 14. September 1802 in Birstein; † 15. Februar 1843 in Heidelberg) war ein deutscher Standesherr.

## Leben
Erbprinz Viktor zu Isenburg und Büdingen war der Sohn des letzten regierenden Fürsten im Fürstentum Isenburg, Carl von Isenburg-Birstein (1766–1820), und dessen Ehefrau Charlotte Auguste Wilhelmine, geb. Gräfin zu Erbach-Erbach (1777–1846). 
Viktor Alexander war mit seinem Bruder Wolfgang Ernst III. und ihrem gemeinsamen Erzieher Johann Elias Mieg (1770–1842) von 1816 bis 1818 zu Bildungszwecken in Lausanne, ab 1818 studierte er, ebenfalls wie sein Bruder, an der Universität Göttingen, 1822 trat er in Königlich Bayerische Militärdienste, 1831 zog er sich ins Privatleben zurück.
Auf dem 5. Landtag (1832/33) vertrat er seinen Bruder Wolfgang Ernst III. in der ersten Kammer der Landstände des Großherzogtums Hessen.

## Familie
Viktor heiratete am 4. Oktober 1836 er die Prinzessin Maria zu Löwenstein-Wertheim-Rosenberg (* 3. August 1813; † 19. März 1878), mit der er drei Kinder hatte:
- Sophie (1837–1887)
- Karl (1838–1899), auch Fürst Karl II. zu Isenburg-Büdingen
- Adelheid (1841–1861).[2]